# Kaienbach
Der Kaienbach, der im oberen Abschnitt auch Gigerenbach genannt wird, ist ein Wildbach im Schweizer Kanton Appenzell Ausserrhoden. Er mündet in den Landgraben, einen Zufluss der Goldach, die zum Bodensee fliesst.

## Geographie

### Verlauf
Der Kaienbach entspringt auf einer Höhe von etwa 1045 m ü. M. am Nordhang des Berges Kaien in einem bewaldeten Tal und fliesst gegen Nordwesten in das Tal des Landgrabens hinunter, der nördlich des Kaien die Grenze zwischen den Kantonen Appenzell und St. Gallen markiert. Im oberen Abschnitt folgt die Gemeindegrenze zwischen Rehetobel und Grub dem Bachlauf, während dieser im unteren Abschnitt ganz im Gebiet von Grub liegt. Der Quellbereich des Wildbachs befindet sich in einem tief aus dem Bergmassiv, das aus Molassesandstein besteht, ausgeräumten Talkessel, dessen Entstehung aus einer Karmulde erklärt wird. Dessen Flanken werden von mehreren kurzen Nebenbächen des Kaienbachs entwässert. Der westliche Teil des Tales, am mittleren Abschnitt des Kaienbachs, ist als Naturwaldreservat geschützt.
Das bewaldete Kaienbachtal ist rings um den Bergwald von Rodungsflächen umgeben, die von den Gehöften Kaien, Roterkaien, Oberkaien, Gigeren und Ettenberg aus bewirtschaftet werden.
Unterhalb des bewaldeten Tobels fliesst der Kaienbach in einem schmalen, mit Gehölz bestandenen Graben zwischen den Siedlungen Riemen und Hinterriemen bis zur Mündung in den Landgraben auf 823 m ü. M.
Der Bach fliesst mehrheitlich in einem schwer zugänglichen, steilen Waldgebiet und wird nur an vier Stellen von Flur- und Wanderwegen auf kleinen Brücken überquert.

### Einzugsgebiet
Das 1,04 km² grosse Einzugsgebiet des Kaienbachs liegt im Schweizer Mittelland und wird durch ihn über den Landgraben, die Goldach und  den Rhein zur Nordsee entwässert.
Es besteht zu 54,6 % aus bestockter Fläche, zu 42,0 % aus Landwirtschaftsfläche und zu 3,4 % aus Siedlungsfläche.
Die Flächenverteilung
Die mittlere Höhe des Einzugsgebietes beträgt 1003 m ü. M.